# Туриська сільська адміністрація
Тури́ська сільська адміністрація (каз. Тұрыш ауылдық әкімдігі, рос. Турышская сельская администрация) — адміністративна одиниця у складі Бейнеуського району Мангистауської області Казахстану. Адміністративний центр та єдиний населений пункт — село Туриш.
Населення — 686 осіб (2021; 636 у 2009, 518 у 1999, 356 у 1989).
Станом на 1989 рік існувала Джангільдінська сільська рада (села Джангельдіно, Ногайти, Туруш). 1993 року села Ногайти та Туриш утворили Туриський сільський округ. Після 1999 року село Ногайти утворило окремий Ногайтинський сільський округ. 2017 року сільський округ перетворено на Туриську сільську адміністрацію.